# (6770) Fugate
(6770) Fugate (1985 QR) – planetoida z pasa głównego asteroid okrążająca Słońce w ciągu 5,26 lat w średniej odległości 3,02 j.a. Odkryta 22 sierpnia 1985 roku.